# Франкфуртская опера
Франкфуртская опера (нем. Oper Frankfurt) — немецкий музыкальный театр во Франкфурте-на-Майне.
Это один из самых известных музыкальных театров в Европе, который признавался журналом Opernwelt «Оперным театром года» в 1996, 2003, 2015, 2018 и 2020 годах.

## История и деятельность
В 1700 году французская оперная труппа впервые выступила в качестве гостя во Франкфурте-на-Майне. Затем в городе гастролировали артисты из Италии и других стран Европы. Все они играли или в столовых помещениях больших гостиниц, или на временных деревянных сценах, в основном на Roßmarkt или Innenstadt.
Только во второй половине XVIII века жители Франкфурта захотели построить постоянное здание театра. Несмотря на сопротивление лютеранского духовенства, которое считало комедию «греховной и противоречащей слову Божьему», городской совет одобрил строительство Comoedienhauses. Группа состоятельных граждан помогла финансировать проект и основала акционерное общество с ограниченной ответственностью, которое отвечало за работу театра вплоть до Первой мировой войны.
В 1780 году был заложен фундамент здания театра, проект которого выполнил архитектор Иоганн Либхардт. В новом театре было почти 1000 мест, которые были распределены по партеру, нескольким ложам, двум ярусам и стоячей галерее. Занавес в театре Comoedienhaus впервые поднялся 3 сентября 1782 года. Все спектакли в нём первоначально ставили передвижные театральные труппы. Только в 1792 году в театре, названном Frankfurter Nationalbühne, появился собственный оркестр, первым руководителем которого был Фридрих Кунцен.
В декабре 1842 года Гектор Берлиоз посетил спектакль «Фиделио» во Франкфуртском театре, который произвел на него сильное впечатление. Позже он включил рассказ об этом путешествии в свои мемуары. Между тем театр был не только технически устаревшим, но и слишком маленьким для быстро растущего населения Франкфурта-на-Майне. В 1880 году новый оперный театр, построенный Рихардом Луке, был открыт на площади Bockenheimer Tor, которая с тех пор стала называться Opernplatz. Сегодня здание известно в Германии под названием Старая опера. До 1900 года этой оперой управлял генеральный директор Эмиль Клаар, который в этом же году покинул её, чтобы сосредоточиться на новом здании Франкфуртского театра.
С 1916 по 1924 год Пауль Хиндемит был концертмейстером Франкфуртского оперного театра. В 1924 году, спустя почти 32 года, закончилась эпоха дирижёра театра Людвига Роттенберга. Новым руководителем оперы стал Клеменс Краус, который управлял театром по 1929 год, во времена Веймарской республики.
Личным указом нового лорд-мэра Франкфурта Фридрих Кребс были освобождены от своих должностей ряд важных фигур театра как представители упадка (Repräsentanten des Verfalls). Многие из них были депортированы, так как являлись евреями. С июня 1933 года в управлении муниципальных театров Германии появился новый генеральный директор — Ханс Мейснер, который находился в этой должности на протяжении всего периода Третьего рейха. В 1944 году здание оперы пострадало от авиационных налётов, и после одного из них в январе 1944 года работу театра пришлось временно приостановить. Начались реставрационные работы, но во время авианалёта 22 марта здание театра полностью сгорело. 1 сентября 1944 года все театры Германии прекратили работу, а их коллективы были распущены.
Вскоре после оккупации Франкфурта американскими войсками, в марте 1945 года, новая городская администрация начала продвигать инициативы франкфуртцев по возрождению культурной жизни города, и в июле оставшиеся во Франкфурте-на-Майне артисты, встретились на первом концерте. Поскольку все театры города были разрушены, всё же опера возобновила свою работу в ноябре 1945 года и работала до 1951 года в единственном подходящем здании в центре города в районе Франкфуртской фондовой биржи. параллельно шло обсуждение о вариантах создания новой оперы. В результате в феврале 1948 года было основано патронажное общество для восстановления старого театра. В 1949 году руины начали расчищать, а в октябре был утверждён план первой фазы строительства. Но 13 февраля 1950 года магистрат прекратил все строительные работы и решил закрыть все городские театры по причине того, что городу было необходимо в первую очередь обеспечить существование сограждан, построив им жильё, восстановить школы и больницы. Несмотря на это, граждане Франкфурта и поддержавшие их местные СМИ выступили за продолжение строительства театра, и в июне 1950 года городской совет уступил, утвердив средства на продолжение восстановительных работ.

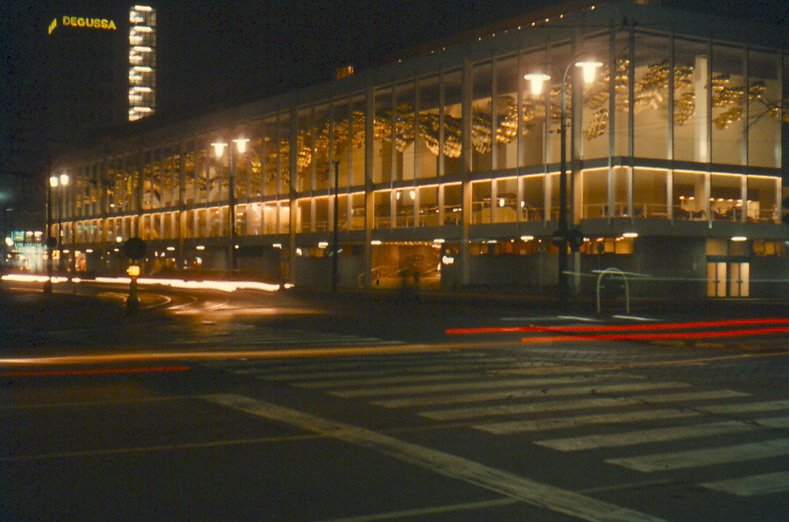
Фасад театра в 1962 году

23 декабря 1951 года опера переехала в возрождённое здание бывшего театра, где был зал на 1500 мест и три зрительских яруса. Под руководством генерального директора Георга Шолти (1952—1961 годы) опера быстро заняла лидирующие позиции в Европе, её коллектив приглашался на многочисленные гастроли за рубежом. К 1963 году была проведена реконструкция здания театра, в результате которой оно получило 120-метровый стеклянный фасад. В 1982 году коллектив Франкфуртской оперы был удостоен премии Deutscher Kritikerpreis. 12 ноября 1987 года сцена Франкфуртской оперы полностью сгорела из-за поджога, а зрительный зал был поврежден только благодаря защитному металлическому занавесу. Реконструкция началась немедленно и была завершена менее чем за три с половиной года. Восстановленное здание оперы с приподнятой сценой было открыто 6 апреля 1991 года представлением «Волшебной флейты» Моцарта.
На церемонии International Opera Awards 2013 Франкфуртская опера была названа «Оперной компанией года». В 2015 году специализированный журнал Opernwelt назвал Франкфуртскую оперу и Национальный театр Мангейма «Оперными театрами года». В сезоне 2014/2015 Франкфуртская опера получила награду журнала Deutsche Bühne за лучшую театральную программу.